# ميدلاين فيليزور
ميدلين فيليزور (من مواليد 16 أكتوبر 1995) هي عارضة أزياء وملكة جمال من هاييتي تم تتويجها ملكة جمال هايتي 2022. ستمثل هايتي في ملكة جمال الكون 2022.
فازت فيليزور سابقًا بجائزة ملكة جمال هاييتي فوق القومية في عام 2018.

## روابط خارجية
- ميدلاين فيليزور في قاعدة بيانات الأفلام على الإنترنت
- ميدلاين فيليزور على إنستغرام